# Distriktsgericht (Osttimor)

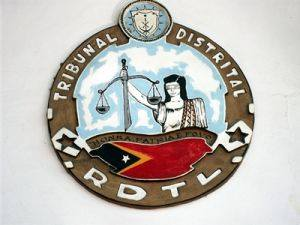
Distriktgerichte Osttimors

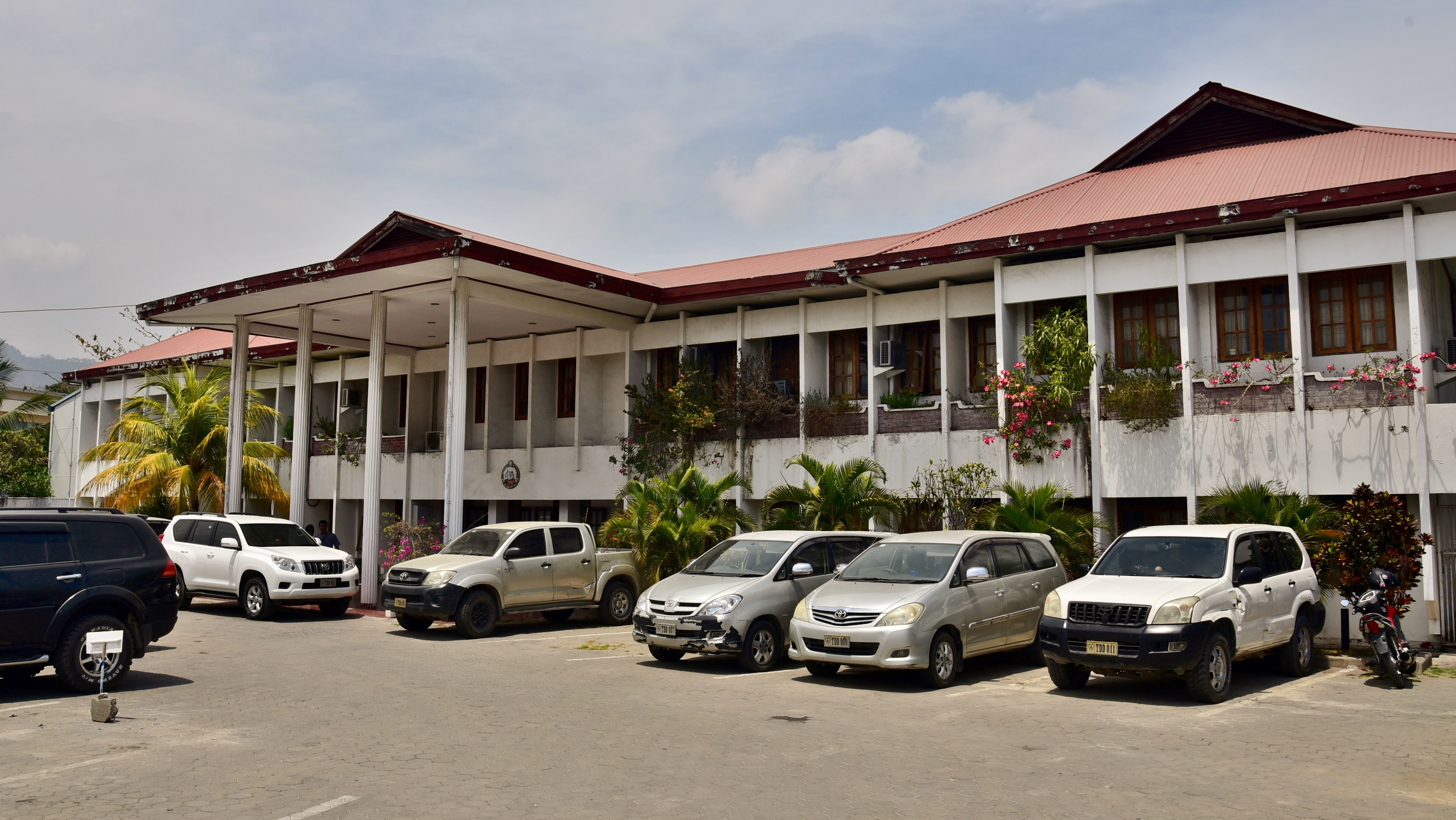
Tribunal Distrital de Díli (2018)

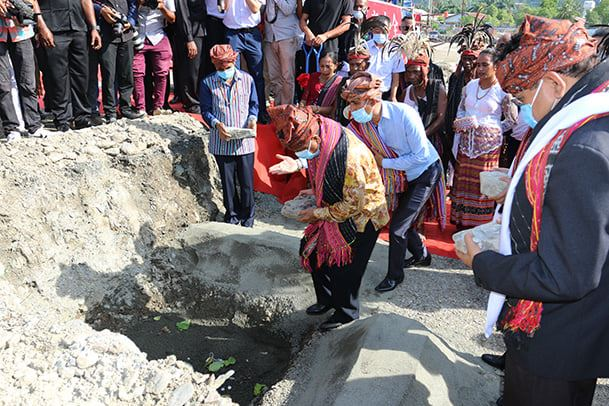
Grundsteinlegung für das neue Distriktsgericht von Dili (2020)

Die Distriktgerichte (portugiesisch Tribunais Distritais) sind unterhalb des Tribunal de Recurso de Timor-Leste die zweithöchste gerichtliche Ebene in Osttimor.
Es gibt vier Distriktgerichte in Osttimor, die jeweils eine bestimmte Regionen des Landes abdecken.
Das Tribunal Distrital de Dili befindet sich in der Rua da Catedral (ehemals Rua Abílio Monteiro) in Dilis Suco Motael. Es nahm als erstes Distriktgericht im Jah 2000 seine Arbeit auf Teil des Distriktsgerichts Dili waren auch die Special Panels for Serious Crimes (SPSC), die die Menschenrechtsverletzungen im Umfeld des Unabhängigkeitsreferendums in Osttimor 1999 aufarbeiten sollten. 2017 arbeiteten im Distriktsgericht Dili 16 Richter. Das Distriktsgericht Dili hat die Zuständigkeit für die Gemeinden Aileu, Dili, Liquiçá und Ermera. 2020 wurde mit dem Bau eines neuen Gebäudes für das Distriktsgericht in Caicoli begonnen.
Das Tribunal Distrital de Baucau befindet sich in der Rua de Trilolo in der Neustadt (Vila Nova). Es wurde Anfang November 2004 eröffnet. 2017 arbeiteten hier sieben Richter.
Das Tribunal Distrital de Oe-Cusse befindet sich in der Rua de Santa Rosa in Pante Macassar. Es wurde im Dezember 2004 eröffnet. 2017 arbeitete hier ein Richter.
Das Tribunal Distrital de Suai befindet sich in Kampung Baru/Suai. Es wurde Ende November 2004 eröffnet. 2017 arbeiteten hier sieben Richter.